# Oficina de las Naciones Unidas de Servicios para Proyectos
La Oficina de las Naciones Unidas de Servicios para Proyectos (UNOPS) es un organismo operacional de las  Naciones Unidas dedicado a la implementación de proyectos para el sistema de las Naciones Unidas, las instituciones financieras internacionales, los gobiernos y otros asociados en el mundo de la asistencia humanitaria. La sede mundial de la organización está situada en la UN City en Copenhague (Dinamarca) y cuenta con más de 30 oficinas de país y de asociaciones en todo mundo.
UNOPS implementa cada año proyectos humanitarios, de desarrollo y de consolidación de la paz valorados en más de mil millones USD para sus asociados en más de 80 países. Estos proyectos abarcan desde la gestión de la construcción de escuelas en Afganistán hasta la construcción de refugios en Haití y la adquisición de ambulancias para apoyar la respuesta al Ébola en Liberia.
UNOPS cuenta con aproximadamente 7000 miembros del personal y crea además miles de oportunidades de trabajo en las comunidades locales en nombre de sus asociados.
ONUSP es miembro del Grupo de las Naciones Unidas para el Desarrollo y colabora de manera especialmente estrecha con el Programa de las Naciones Unidas para el Desarrollo (PNUD), el Departamento de Operaciones de Mantenimiento de la Paz (DOMP) y el Banco Mundial.

## Historia
ONUSP se creó en 1973 como parte del PNUD. Se convirtió en una organización independiente y autofinanciada en 1995. La visión de ONUSP es «promover prácticas sostenibles de implementación en los contextos humanitario, de desarrollo y de consolidación de la paz» en algunos de los entornos más desafiantes del mundo. ONUSP centra su apoyo en las áreas en las que tiene un mandato claro y conocimientos especializados: infraestructura, adquisiciones y gestión de proyectos.

## Financiación
ONUSP es una organización completamente autofinanciada. Sufraga los costos directos e indirectos por medio del cobro de una pequeña suma en cada proyecto que apoya. La política de precios de ONUSP describe cómo la organización pretende financiar sus proyectos. ONUSP es una organización sin ánimo de lucro y cumple con los más altos estándares internacionales de rendición de cuentas y transparencia en todas sus transacciones.
En 2014, ONUSP implementó más de 1.200 proyectos por valor de 1.200 millones USD para sus asociados. El 57 % de estos proyectos se realizaron en nombre del sistema de las Naciones Unidas.

## Misión
La misión de ONUSP es «servir a las personas necesitadas mediante la ampliación de la capacidad de las Naciones Unidas, los gobiernos y otros asociados para gestionar proyectos, infraestructuras y adquisiciones de forma sostenible y eficiente».

Como parte de la iniciativa de las Naciones Unidas “Unidos en la acción”, ONUSP trabaja junto con otras organizaciones de las Naciones Unidas para lograr los Objetivos de Desarrollo del Milenio y continuará trabajando para conseguir alcanzar los nuevos Objetivos de Desarrollo Sostenible. ONUSP tiene como objetivo ofrecer conocimientos especializados en materia de implementación que permitan a otros reducir riesgos, mejorar la celeridad, calidad o eficacia en función de los costos y centrarse en sus mandatos orientados a las políticas y competencias básicas.

## Mandato
ONUSP es un proveedor de servicios de eficacia probada con más de 20 años de experiencia en la implementación de complejas actividades a gran escala en el mundo. Trabaja a menudo en situaciones posteriores a desastres y de consolidación de la paz, en países en desarrollo y en economías en transición. En reconocimiento a sus conocimientos especializados, el antiguo Secretario General de las Naciones Unidas Kofi Annan designó a ONUSP como la entidad principal de las Naciones Unidas en materia de complejos proyectos de infraestructura en situaciones de mantenimiento de la paz.
En diciembre de 2010, la Asamblea General de las Naciones Unidas reafirmó el mandato de ONUSP como «recurso central del sistema de las Naciones Unidas para la gestión de las adquisiciones y los contratos, así como para las obras públicas y el desarrollo de la infraestructura física, incluidas las actividades conexas de fomento de la capacidad». En la inauguración oficial de la sede de ONUSP en Copenhague en mayo de 2009, el Secretario General de las Naciones Unidas Ban Ki-moon describió a ONUSP como un miembro del sistema de las Naciones Unidas con una «función crítica de prestación de servicios de gestión para nuestras operaciones vitales de consolidación de la paz, humanitarias y de desarrollo […] ayuda a los países a emprender la senda hacia un futuro más estable, prestándoles asistencia en la construcción de caminos, escuelas y clínicas, la remoción de minas terrestres, la celebración de elecciones democráticas y muchas otras tareas».

## Servicios
ONUSP adapta sus servicios a las necesidades individuales de los asociados, ofreciendo desde soluciones en un momento concreto hasta gestión de proyectos a largo plazo. ONUSP ofrece servicios transaccionales, de implementación y de asesoramiento en sus tres áreas clave especializadas:
- Infraestructura
- Adquisiciones
- Gestión de proyectos

ONUSP presta servicios especializados a diferentes asociados, entre ellos: las Naciones Unidas; sus organismos, fondos y programas; instituciones financieras internacionales; gobiernos; organizaciones intergubernamentales; organizaciones no gubernamentales; fundaciones y el sector privado.
En 2014, ONUSP apoyó a sus asociados en la construcción, diseño y/o rehabilitación de 4577 kilómetros de carreteras, 175 puentes, 30 escuelas y 18 hospitales y clínicas, entre otros. ONUSP también adquirió y/o distribuyó bienes y servicios para sus asociados por valor de más de 669 millones USD.

## Transparencia y rendición de cuentas
El marco de rendición de cuentas de ONUSP destaca el compromiso de la organización para tener una comunicación clara y abierta con los asociados y las partes interesadas. ONUSP mantiene a los asociados al corriente mediante informes financieros y operacionales oportunos, accesibles a través de un Centro para los asociados en línea. Esto forma parte del compromiso de la organización para aumentar su transparencia y su rendición de cuentas de acuerdo con la Iniciativa Internacional para la Transparencia de la Ayuda (IATI). ONUSP se unió a la iniciativa en 2011 y se convirtió en «la primera organización en publicar información totalmente geocodificada» en el formato de IATI. ONUSP también publica detalles sobre los proyectos en su página web pública y en la plataforma data.ONUSP.org.
En 2008, ONUSP actualizó su estructura de gobernanza conforme a resoluciones de la Asamblea General. A raíz de los cambios introducidos, el Director Ejecutivo depende directamente del Secretario General de las Naciones Unidas y de la Junta Ejecutiva y cuenta, además, con la facultad de aplicar el Reglamento y Estatuto del Personal de las Naciones Unidas al personal de ONUSP. Desde 2009 y con la asistencia de un Coordinador Residente o Coordinador de Asuntos Humanitarios, el Director Ejecutivo puede firmar acuerdos con los gobiernos de países anfitriones y acuerdos de servicios directos, así como nombrar directamente a los representantes de ONUSP en el país.
VENTAJAS: •	No representa ningún interés comercial, nacional o particular. Es imparcial.
•	Emplea procedimientos aceptados internacionalmente para la selección competitiva de consultores, constructores y proveedores. Es transparente.
•	Aprovecha su influencia sobre sus principales proveedores para que el beneficio repercuta directamente en los clientes.
•	Combina los valores de la NNUU con la eficacia del sector privado.
•	Responde a las necesidades de sus clientes. Adapta los procesos para cumplir con los requerimientos de los programas de ayuda, en términos de distribución, desembolso y reporte. Es flexible.
•	Opera sobre una base de « no obtener ganancias ». Su objetivo es proveer servicios de calidad al precio más competitivo. Garantiza el precio justo.
•	Sus clientes le confían más de U$S 500 millones por año. La administración y la reducción del riesgo financiero están incluidos en el servicio brindado. Maneja el riesgo.

## Calidad y excelencia operacional
Conforme al plan estratégico de ONUSP, la organización se esfuerza por obtener certificación externa relativa a las principales funciones de gestión, procesos y personal para asegurar que sus prácticas operacionales reflejan los mejores estándares internacionales.
Gracias a esta labor, ONUSP recibió en junio de 2011 la certificación ISO 9001 sobre el sistema de gestión de calidad, convirtiéndose así en la primera organización de las Naciones Unidas certificada por sus sistemas globales de gestión de calidad. En 2013, ONUSP obtuvo la certificación ISO 14001 que reconoce el compromiso de la organización con la protección del medio ambiente, y también se convirtió en la primera organización mundial en recibir las cuatro certificaciones más prestigiosas en materia de gestión de proyectos por parte de APMG y el Project Management Institute (PMI).
ONUSP también es el primer organismo de las Naciones Unidas en recibir la Certificación del  Instituto Colegiado de Adquisiciones y Suministros (CIPS) en materia de políticas y procedimientos de adquisiciones. Esta certificación de CIPS pone de manifiesto que ONUSP cuenta con políticas, procesos y procedimientos de adquisiciones de gran solidez que, además, están verificados y supervisados por un organismo independiente.